# Daddala berioi
Daddala berioi là một loài bướm đêm trong họ Erebidae.